# クライシス2050
『クライシス2050』（クライシスにいまるごおまる、Solar Crisis）は、1990年に公開された日本のSF映画。

## 概要
学研と日本放送協会（NHK）の子会社NHKエンタープライズの原案・出資により、ハリウッドのスタッフ・キャストが製作したSF映画で、製作費は70億円。
監督は『バニシング・ポイント』のリチャード・C・サラフィアン、特撮監督は『ダイ・ハード』『ゴーストバスターズ』のリチャード・エドランド、撮影は『タイタニック』『チャーリーズ・エンジェル』のラッセル・カーペンター、音楽は『アラビアのロレンス』『ドクトル・ジバゴ』のモーリス・ジャール。宇宙船のデザインを『ブレードランナー』などで知られるデザイナー、シド・ミードが担当した。しかし配給収入14億円と大赤字に終わった。
再編集してアメリカ公開版を製作した際、監督の了承を得ていなかったことからサラフィアンに訴えられて公開が3年遅れ、タイトルは『Solar Crisis』となり、監督名もサラフィアンの要望で“アラン・スミシー”名義となった。
セットはNHKスペシャル『銀河宇宙オデッセイ』に流用され、商業化路線を推し進めた島桂次会長時代のNHKを象徴する映画とされている。
前売り券の販売数は100万枚。
1993年度の第20回サターン賞 (20th Saturn Awards) において、リチャード・エドランドが特殊効果賞にノミネートされた。

## あらすじ
西暦2050年、科学文明の絶頂期、太陽内部の磁力線が地球の自転引力によってよじれ、核融合反応に異常をきたした太陽は膨張し、巨大フレアによって地球は滅亡の危機に見舞われた。
人類は反物質爆弾を太陽に打ち込みフレアの方向を変えてエネルギーを放出させ、太陽を正常に戻そうと計画。総責任者スキート・ケルソ海軍提督のもと、宇宙船ヘリオス艦長に志願した息子のスティーブ・ケルソ、日本人パイロットのケン・ミナミ、遺伝子操作で生まれた女性科学者アレックスらが乗り込んでヘリオスは太陽へ向かった。一方、そうした一連の行動を妨害しようとする複合企業体IXL社によってヘリオスに危機が迫る。

## スタッフ
- 監督：リチャード・C・サラフィアン
- 製作：田沼修二、古岡滉
- 製作総指揮：古岡秀人、定村武士、川田武
- プロデューサー：森島恒行、リチャード・エドランド、ジェームス・ネルソン
- 原案：川田武
- 脚本：テディ・サラフィアン、ジョー・ギャノン
- 撮影：ラッセル・カーペンター
- 特撮監督：リチャード・エドランド
- 音楽：モーリス・ジャール
- 美術：ジョン・ブルース
- 編集：リチャード・トレヴァー
- 録音：デニス・W・カー
- 照明：レジナルド・P・レイク
- デザイン：シド・ミード
- 助監督：ジェリー・ジースマー
- 字幕：進藤光太

## キャスト
| 役名               | 俳優                     | 日本語吹替 | 日本語吹替   |
| 役名               | 俳優                     | 劇場公開版 | 日本テレビ版 |
| ------------------ | ------------------------ | ---------- | ------------ |
| スティーブ・ケルソ | ティム・マシスン         | 小川真司   | 磯部勉       |
| スキート・ケルソ   | チャールトン・ヘストン   | 鈴木瑞穂   | 納谷悟朗     |
| ティーグ           | ピーター・ボイル         | 池田勝     | 石田太郎     |
| アレックス         | アナベル・スコフィールド | 田島令子   | 高島雅羅     |
| マイク・ケルソ     | コーキー・ネメック       | 西尾拓美   | 菊池英博     |
| ケン・ミナミ       | 別所哲也                 | 別所哲也   | 別所哲也     |
| トラビス           | ジャック・パランス       | 大塚周夫   | 大塚周夫     |
| ボーグ             | ドリアン・ヘアウッド     |            | 銀河万丈     |
| クレア             | ブレンダ・バーキ         |            | 弥永和子     |
| ガーニー           | サンディ・マクピーク     |            |              |
| バーテンダー       |                          | 飯塚昭三   |              |

- 日本テレビ版：初回放送1992年7月31日『金曜ロードショー』

## 備考
- 別所哲也（当時24歳）の映画デビュー作。流暢な英語を披露しているが、これは撮影に入る前に、約半年以上のレッスンを受けたおかげで喋れるようになったという。現地で生活するにあたって、ホストファミリーを紹介してもらったのが現在の妻であるとのこと。[9]
- 2007年公開のイギリス映画『サンシャイン 2057』は、基本ストーリー（太陽の異常活動による危機を回避すべく科学者チームが宇宙船で向かう）や1人だけ日本人キャスト（真田広之）が出演していることなど、本作との類似点が多く見られる。
- 太陽の炎の内部の描写に最も力が入れられており、NASAのデータを基に、ジェット推進研究所のリチャード・J・テリルをテクニカルコンサルタントに迎えて再現されている[5]。
- 本作と同じくシド・ミードがメカニックデザインを担当した『ブレードランナー』（1982年）に登場する空陸両用車“スピナー”が登場している。色は塗り替えられているが、『ブレードランナー』に登場した自走可能な車両のうちの1台である。

## ソフト化の概要
- 日本では松竹ホームビデオから字幕版VHSがリリースされたが、2024年現在では廃盤となっている。また、DVD・Blu-rayも発売されておらず、視聴困難な作品である（ただし、海外ではDVDがリリースされている）。